# 普遍的祭司職分
普遍的祭司職分（universal priesthood）或信徒皆祭司（priesthood of all believers），天主教會譯為普通司祭職，是一个基督教教义，源于新约圣经的一些章节。其确切含义在各个宗派中并不相同，但是大体上意味着教会的每一个成员，都被赋予了宣讲和阐述基督教信仰的责任或权利。

## 在新教内的历史
这是新教的一个基本观念。虽然马丁·路德并没有使用“信徒皆祭司”这个短语，但是他在1520年的《致德意志基督教贵族公开书》中，宣扬普遍的祭司職分，以批驳中世纪观点——认为现实生活中的基督徒分为两类：“属灵的”和“現世短暫的”。他进而提出一个教义，认为在神的眼中，所有受洗的基督徒都都是“祭司”和“属灵的”：
事实上，因著洗禮我們大家都受了聖職作祭司，如彼得在彼得前书2章所说：“你们是君尊的祭司体系，是圣别的国度”，启示录5章，“用自己的血，叫他们成为国度，作祭司，他们要在地上执掌王权。”
两个月后，马丁·路德又在《教会被掳于巴比伦》（1520）中写道：
因此彼得前书2章说，“你们是蒙拣选的族类，是君尊的祭司体系，是圣别的国度”。这样，我们所有人都是祭司，正如我们都是基督徒。
这一信仰的圣经依据是彼得前书2章9节：
惟有你们是蒙拣选的族类，是君尊的祭司体系，是圣别的国度，是买来作产业的子民，要叫你们宣扬那召你们出黑暗、入祂奇妙之光者的美德；
其他相关的圣经经文，包括出埃及记19章5－6节，彼得前书2章4－8节，启示录1章4－6节，5章6－10节，以及希伯来书中的许多章节。
大多数新教徒今天承认在他们和父神之间只有一位中保，就是神的儿子——耶稣基督（提摩太前书2:5）。希伯来书称耶稣为高过诸天的“大祭司”，献上自己作为永远的祭物（希伯来书7:23－28）。新教徒认为，借着基督，他们可以像牧师一样直接到神面前，因此该教义被称为信徒皆祭司。同样上帝平等地接近所有的信徒，每一个基督徒也都有平等的潜力服侍上帝。这种学说反对基督教内部精神贵族或层次结构的概念。
大多数新教教派仍有神职人员与平信徒的区别，雇佣专业的牧师，行使与天主教會神父类似的职责，例如澄清教义、管理圣餐、主持洗礼、婚礼等。
普利茅斯弟兄会主张取消神职人员与平信徒的区别，拒绝采取正式的头衔，如牧师或主教，拒绝正式的按立，在一些情况下，拒绝聘用“专业工作人员”，不为基督教工人支付薪酬。浸信会通常采用公理制，较为强调信徒皆祭司的观念。

## 在新教以外
天主教會、東正教會和传统的圣公会认为彼得前书2章9节是说所有信徒都有保存和传播福音的责任，有别于祝圣的神父、主教在礼拜仪式和聖禮中的角色。
天主教會也接受“信徒皆祭司”教义─此教义并非新教所独有。但是，天主教会与拒绝祝圣神职人员的非圣公会的新教教会之间的主要区别，是天主教会相信有三种不同类型的祭司：

1. 信徒皆祭司（伯多祿前書2:5－9）；
2. 祝圣的神职人员（宗徒大事錄14:23、罗马书15:16、提多书1:5）；
3. 耶稣为大祭司（希伯来书3:1）.[6][7]